# آيت حسي أوعلي (آيت بورزوين الشمالية)
آيت حسي أوعلي هو دُوَّار يقع بجماعة آيت بورزوين، إقليم الحاجب، جهة فاس مكناس في المملكة المغربية. ينتمي الدوّار لمشيخة آيت بورزوين الشمالية التي تضم 6 دواوير. يقدر عدد سكانه بـ 2075 نسمة حسب الإحصاء الرسمي للسكان والسكنى لسنة 2004.

## وصلات خارجية
- البوابة الوطنية للجماعات الترابية
- المندوبية السامية للتخطيط